# Phellip Willian
Phellip Willian é um escritor e roteirista de quadrinhos brasileiro. Graduou-se em Letras/Inglês pela UEPG e é mestre em Linguagem, Identidade e Subjetividade pela mesma instituição. Em 2018, lançou o romance gráfico Saudade (com desenhos de Melissa Garabeli), pelo qual ganhou, no ano seguinte, o 35º Prêmio Angelo Agostini na categoria de melhor lançamento independente. O livro foi publicado também na França pela Komics Iniciative e na Espanha pela Dibbuks. Entre oturas obras, também lançou Big Hug, Calmaria (ambas com Melissa) e Uma Nuvem no Seu Oliveira (com Eduardo Ribas).